# Mathieu Peybernes
Mathieu Philippe Peybernes (* 21. Oktober 1990 in Toulouse) ist ein französischer Fußballspieler.

## Karriere

### Verein
Peybernes durchlief die Nachwuchsabteilung von US Colomiers, INF Castelmaurou und FC Sochaux und startete seine Profikarriere 2010 bei Letzterem. 2014 wechselte er dann zu SC Bastia und spielte hier bis zum Januar 2017. Anschließend zog er zum FC Lorient weiter.
In der Saison 2017/18 wurde Peybernes zuerst in die türkische Süper Lig an Göztepe Izmir ausgeliehen und dann in der Winterpause an KAS Eupen. Das Jahr danach verbrachte er leihweise bei Sporting Gijón. Im Sommer 2019 verpflichtete ihn UD Almería fest, verlieh den Spieler aber sofort weiter an CD Lugo. 2021 wurde er an Real Saragossa verliehen.
Im August 2021 schloss er sich fest dem FC Málaga an. Nach einem Jahr verließ er den Verein wieder und wechselte nach Zypern zu Apollon Limassol.

### Nationalmannschaft
Peybernes begann seine Nationalmannschaftskarriere 2008 mit einem Einsatz für die französische U-18-Nationalmannschaft. Danach kam er auch für die U-19- und U-21-Nationalmannschaft zu mehreren Einsätzen.